# Iria Flávia

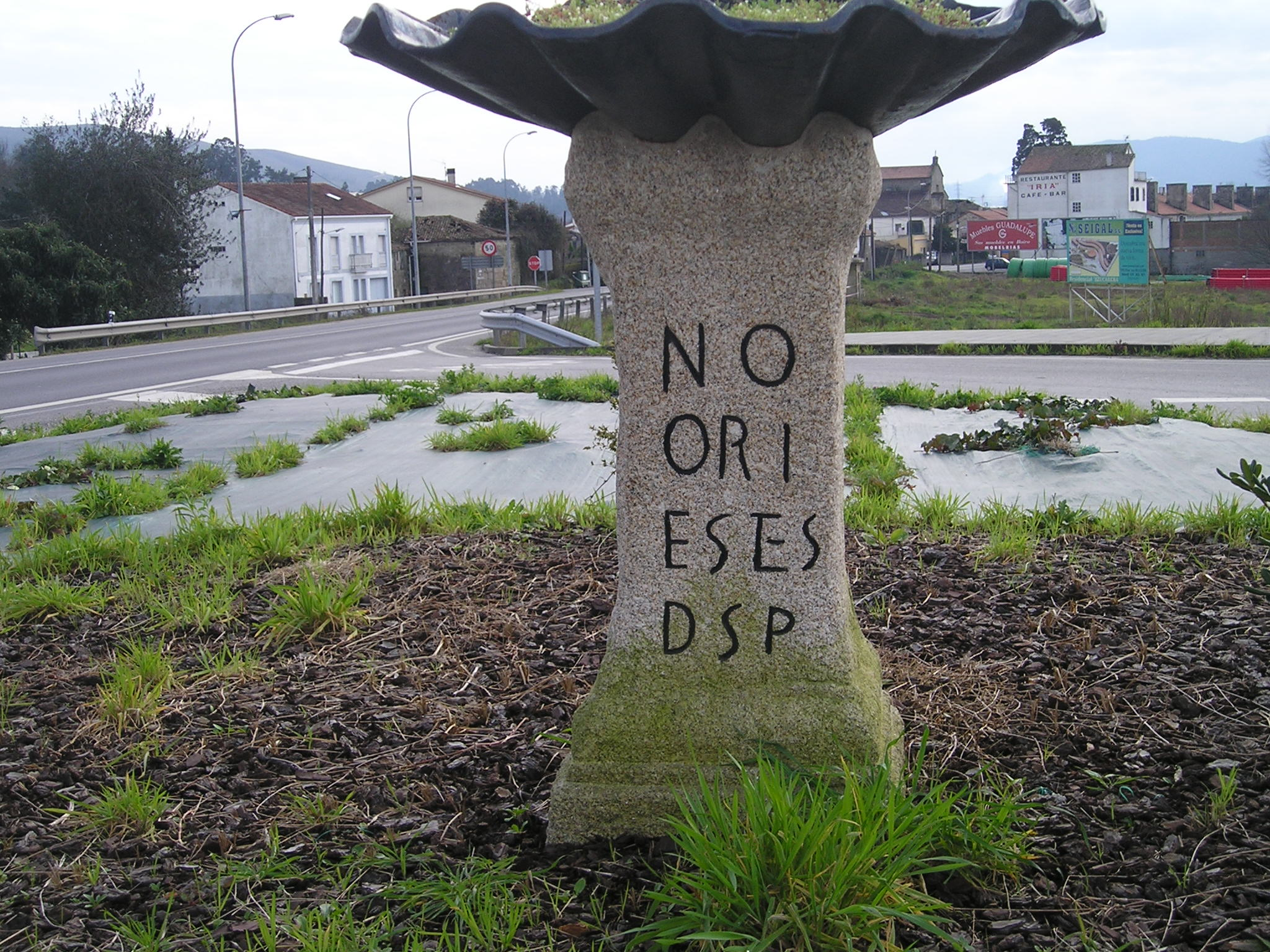
Réplica da antiga ara romana á qual, segundo a lenda, foi amarrada a barca que transportou os restos mortais de Santiago Apóstolo desde a Terra Santa para a Galiza e que está na origem do topónimo Padrón

Iria Flávia (em galego e castelhano: Iria Flavia) é uma paróquia civil da Galiza, Espanha, que faz parte do município (concello em galego) de Padrón e da província da Corunha. Em 2009 tinha 2 052 habitantes.
Iria Flávia é atualmente uma paróquia civil da Galiza, pertencente ao concelho de Padrón, situada na confluência dos rios Sar e Ulla. No passado foi uma cidade romana e um porto importante. Lugar fortemente ligado à tradição de Santiago Maior, é um dos pontos de passagem do Caminho Português de Santiago.

## História
Iria, nome original da antiga cidade, foi capital dos Caporos, uma tribo galaica do convento jurídico Lucense da província da Hispânia Citerior Tarraconense, situada na Via XIX que ia de Bracara Augusta (Braga) a Astúrica Augusta (Astorga). Durante o reinado de Vespasiano, pelo Édito da Latinidade do ano 74 d.C., a cidade foi elevada a município e tomou o nome de Iria Flávia.
Foi sede episcopal cristã no Baixo Império Romano e durante os períodos suevo e visigótico. Nesse tempo, a diocese era sufragânea da Arquidiocese de Braga, que incluía a antiga província da Galécia na diocese da Hispânia. A sede da diocese foi transferida por Afonso II das Astúrias (r. 791–842) para Santiago de Compostela (então conhecida como Compostela), devido à descoberta do sepulcro do apóstolo Santiago Maior.
Segundo a tradição, foi em Iria Flávia que o apóstolo Santiago pregou pela primeira vez durante a sua estadia na Hispânia. Por ali teria passado o seu corpo e a sua cabeça pouco tempo depois, trazidos pelos seus discípulos Teodoro e Atanásio desde Jerusalém, numa barca de pedra. Conta-se que amarraram a barca a uma pedra (pedrón em galego), o que deu origem ao topónimo atual do município, Padrón. Essa pedra, uma antiga ara dedicada a Neptuno, encontra-se hoje por baixo do altar da igreja de Santiago de Padrón, situada junto ao local onde antigamente se situava o famoso porto fluvial de Padrón, no rio Sar, agora situado alguns quilómetros a jusante devido ao assoreamento. Depois de enterrarem o corpo do apóstolo, os dois discípulos ficaram a pregar em Iria Flávia.
A igreja, o seu adro e parte do cemitério contíguo de Adina ocupam a área de uma extensa necrópole usada a partir do século V. Além das lápides e túmulos em pedra contemporâneos, como o de Camilo José Cela e dos seus antepassados, junto à igreja conserva-se uma ampla coleção de túmulos e inscrições em bom estado de conservação. Trata-se de túmulos monolíticos, escavados de forma antropomórfica, com também igualmente monolítica. Em algumas das inscrições podem apreciar-se símbolos de corporações, como nas de Noia. Há também túmulos construídos com lajes, cantaria de granito e tijolo. Em alguns casos pensa-se que usem elementos de construção de antigas obras romanas.
Com o passar do tempo, Padrón foi crescendo e Iria acabou por converter-se num pequena aldeia.

## Lugares de interesse
- Museu do caminho de ferro John Trulock (Museo del ferrocarril John Trulock) — entre outros objetos, tem em exposição a primeira locomotiva que circulou na zona.[b]

- Fundação Camilo José Cela — museu dedicado ao escritor Camilo José Cela, Prémio Nobel de Literatura em 1989, que nasceu em Íria Flávia em 1916, tem no seu acervo todas as obras do escritor, as suas cartas, biblioteca, escritos inéditos, etc.[1][b]

- Colegiata de Iria Flavia — uma grande e bela igreja que foi a primeira catedral da Galiza.[b]

Em 2011 estavam em projeto o Museu de Arte Sacra de Padrón e o Museu de História de Padrón, o qual albergará cartas, joias, imagens, outras obras de arte, além de uma série de documentos de grande importância histórica local e nacional. O governo municipal de Padrón pretendia com isso tornar Iria Flávia num dos principais focos de turismo cultural da Galiza.